# Чемпионат Европы по лёгкой атлетике 2016 — бег на 5000 метров (женщины)
Соревнования по бегу на 5000 метров у женщин на чемпионате Европы по лёгкой атлетике в Амстердаме прошли 9 июля 2016 года на Олимпийском стадионе.
Действующей чемпионкой Европы в беге на 5000 метров являлась Мераф Бахта из Швеции.

## Рекорды
До начала соревнований действующими были следующие рекорды.
| Мировой рекорд                   | Тирунеш Дибаба (Эфиопия)    | 14.11,15 | Осло, Норвегия     | 6 июня 2008    |
| Рекорд Европы                    | Лилия Шобухова (Россия)     | 14.23,75 | Казань, Россия     | 19 июля 2008   |
| Рекорд чемпионатов Европы        | Эльван Абейлегессе (Турция) | 14.54,44 | Барселона, Испания | 1 августа 2010 |
| Лучший результат сезона в мире   | Алмаз Аяна (Эфиопия)        | 14.12,59 | Рим, Италия        | 2 июня 2016    |
| Лучший результат сезона в Европе | Ясемин Джан (Турция)        | 14.37,61 | Рим, Италия        | 2 июня 2016    |

## Расписание
| Дата        | Время | Раунд соревнований |
| ----------- | ----- | ------------------ |
| 9 июля 2016 | 21:05 | Финал              |

Время местное (UTC+2)

## Медалисты
| Золото             | Серебро            | Бронза                       |
| Ясемин Джан Турция | Мераф Бахта Швеция | Стефани Твелл Великобритания |

## Результаты
Финал в беге на 5000 метров у женщин состоялся 9 июля 2016 года. Для участия в данной дисциплине заявилось всего 16 спортсменок, а на старт вышли и вовсе 12. Среди них была и кенийка, выступающая за Турцию, Ясемин Джан, которая всего три дня назад одержала безоговорочную победу в беге на 10 000 метров. Не показав никаких признаков усталости, с первых же метров она стала диктовать свой темп, который поначалу смогла поддержать лишь действующая чемпионка Мераф Бахта. Однако после отметки 2000 метров и она отпустила молодую Джан в единоличный отрыв. Представительница Турции в дальнейшем контролировала забег и уверенно завоевала своё второе золото чемпионата Европы. Бахта в борьбе с британкой Стефани Твелл вырвала серебряную медаль.

Обозначения: WR — Мировой рекорд | ER — Рекорд Европы | CR — Рекорд чемпионатов Европы | NR — Национальный рекорд | NUR — Национальный рекорд среди молодёжи | WL — Лучший результат сезона в мире | EL — Лучший результат сезона в Европе | PB — Личный рекорд | SB — Лучший результат в сезоне | DNS — Не стартовала | DNF — Не финишировала | DQ — Дисквалифицирована

| Место | Атлет             | Гражданство    | Результат | Примечания |
| ----- | ----------------- | -------------- | --------- | ---------- |
| 1     | Ясемин Джан       | Турция         | 15:18.15  |            |
| 2     | Мераф Бахта       | Швеция         | 15:20.54  |            |
| 3     | Стефани Твелл     | Великобритания | 15:20.70  |            |
| 4     | Сюзан Кёйкен      | Нидерланды     | 15:23.87  | SB         |
| 5     | Лора Уиттл        | Великобритания | 15:24.18  |            |
| 6     | Эйлиш Макколган   | Великобритания | 15:28.53  |            |
| 7     | Луиза Картон      | Бельгия        | 15:42.79  |            |
| 8     | Гелето Тола       | Германия       | 15:43.30  |            |
| 9     | Кристийна Мяки    | Чехия          | 15:52.90  |            |
| 10    | Дирдре Бирн       | Ирландия       | 15:53.67  |            |
| 11    | Алекси Паппас     | Греция         | 15:56.75  |            |
| 12 !  | Марен Кок         | Германия       | DNF       |            |
| 13 !  | Трихас Гебре      | Испания        | DNS       |            |
| 13 !  | Каролина Гровдаль | Норвегия       | DNS       |            |
| 13 !  | Мэри Каллен       | Ирландия       | DNS       |            |
| 13 !  | Маурен Костер     | Нидерланды     | DNS       |            |